# Isole dell'Australia Occidentale (R-T)
Questa è una lista di isole dell'Australia Occidentale.

## R
| Nome                         | Coordinate             | Note |
| ---------------------------- | ---------------------- | ---- |
| Rabbit Island                | 34°59′00″S 117°24′23″E |      |
| Rabbit Island                | 33°54′54″S 121°53′31″E |      |
| Racine Island                | 14°15′56″S 125°49′34″E |      |
| Ram Island                   | 34°01′55″S 122°08′29″E |      |
| Randall Island               | 14°08′37″S 125°34′39″E |      |
| Rankin Island                | 16°19′19″S 124°23′23″E |      |
| Rat Island                   | 16°24′05″S 123°07′07″E |      |
| Rat Island                   | 28°42′56″S 113°47′02″E |      |
| Rathbun Island               | 14°55′54″S 124°40′40″E |      |
| Razor Islands                | 16°27′05″S 123°33′08″E |      |
| Archipelago of the Recherche | 34°12′14″S 122°20′54″E |      |
| Red Island                   | 13°54′06″S 126°06′13″E |      |
| Red Island                   | 33°52′21″S 121°20′55″E |      |
| Red Island                   | 15°12′49″S 124°15′30″E |      |
| Red Island                   | 34°02′13″S 119°46′58″E |      |
| Red Islet                    | 18°42′04″S 121°41′37″E |      |
| Reef Island                  | 20°28′18″S 117°55′24″E |      |
| Rees Island                  | 16°23′13″S 123°06′16″E |      |
| Remark Island                | 34°03′52″S 121°59′03″E |      |
| Remote Island                | 16°17′47″S 128°45′09″E |      |
| Reveley Island               | 14°22′11″S 127°48′45″E |      |
| Richards Island              | 35°04′33″S 117°38′52″E |      |
| Ridley Island                | 31°56′26″S 116°24′52″E |      |
| Ripon Island                 | 20°06′29″S 119°11′58″E |      |
| Rivoli Islands               | 21°56′26″S 114°27′12″E |      |
| Rob Island                   | 34°02′02″S 122°13′55″E |      |
| Roberts Island               | 22°25′09″S 114°11′01″E |      |
| Roberts Island               | 16°06′41″S 123°45′59″E |      |
| Robertson Island             | 28°52′58″S 114°00′20″E |      |
| Rocky Island                 | 34°04′54″S 115°21′04″E |      |
| Rocky Island                 | 14°05′46″S 127°32′50″E |      |
| Rocky Island                 | 21°32′31″S 119°20′10″E |      |
| Rocky Islands                | 21°52′21″S 114°35′59″E |      |
| Rocky Islands                | 15°07′25″S 124°30′44″E |      |
| Rodondo Island               | 33°49′38″S 123°58′53″E |      |
| Roe Island                   | 20°46′56″S 117°08′48″E |      |
| Roma Island                  | 28°43′57″S 113°47′06″E |      |
| Ron Courtney Island          | 31°55′18″S 115°56′23″E |      |
| Ronsard Island               | 20°31′42″S 117°51′32″E |      |
| Rose Island                  | 20°25′22″S 115°32′58″E |      |
| Rosemary Island              | 20°28′58″S 116°35′31″E |      |
| Rosily Islands               | 21°15′54″S 115°01′29″E |      |
| Rotondella Island            | 28°52′21″S 113°59′45″E |      |
| Rottnest Island              | 32°00′22″S 115°36′46″E |      |
| Round Island                 | 21°38′48″S 114°39′09″E |      |
| Round Island                 | 16°09′49″S 123°46′00″E |      |
| Round Island                 | 20°58′38″S 115°51′38″E |      |
| Round Island                 | 34°06′21″S 123°53′11″E |      |
| Roy Island                   | 34°01′45″S 122°14′26″E |      |
| Ruby Island                  | 33°57′11″S 123°07′09″E |      |
| Russell Island               | 15°13′56″S 128°05′47″E |      |

## S
| Nome                      | Coordinate             | Note                         |
| ------------------------- | ---------------------- | ---------------------------- |
| Sable Island              | 20°35′08″S 117°46′16″E |                              |
| Saddle Island             | 35°03′02″S 116°43′50″E |                              |
| Saint Alouarn Island      | 34°24′20″S 115°11′41″E |                              |
| Saint Alouarn Islands     | 34°24′20″S 115°11′41″E |                              |
| Saint Andrew Island       | 15°21′29″S 125°00′42″E |                              |
| Saint Patrick Island      | 15°21′15″S 124°57′38″E |                              |
| Salier Islands            | 16°18′56″S 123°16′33″E |                              |
| Salisbury Island          | 34°21′39″S 123°33′01″E |                              |
| Salural Island            | 16°23′13″S 123°07′50″E |                              |
| Salutation Island         | 26°32′22″S 113°45′56″E |                              |
| Sand Cay                  | 14°14′32″S 125°19′09″E |                              |
| Sand Island               | 13°51′06″S 125°48′23″E |                              |
| Sandland Island           | 30°12′40″S 114°59′16″E |                              |
| Sandpiper Island          | 32°36′19″S 115°38′50″E |                              |
| Sandy Hook Island         | 34°02′04″S 121°59′32″E |                              |
| Sandy Island              | 28°46′31″S 113°47′08″E |                              |
| Sandy Island              | 28°52′22″S 113°52′35″E |                              |
| Sandy Island              | 20°42′47″S 116°33′59″E |                              |
| Sandy Island              | 20°38′04″S 117°40′59″E |                              |
| Sandy Island              | 34°52′02″S 116°02′12″E |                              |
| Sandy Island              | 13°45′58″S 126°47′24″E |                              |
| Sandy Island              | 16°52′57″S 122°10′04″E |                              |
| Saville Island            | 15°08′58″S 128°06′03″E |                              |
| Saville-Kent Island       | 28°27′56″S 113°48′27″E |                              |
| Scaddan Island            | 16°08′02″S 123°51′16″E |                              |
| Scorpion Island           | 13°51′50″S 126°37′18″E |                              |
| Scott Island              | 16°29′10″S 123°21′20″E |                              |
| Seagull Island            | 28°27′29″S 113°42′52″E |                              |
| Seagull Island            | 35°04′24″S 117°40′33″E |                              |
| Seal Island               | 33°57′46″S 120°07′40″E |                              |
| Seal Island               | 35°04′35″S 117°58′21″E |                              |
| Seal Island               | 32°17′36″S 115°41′19″E |                              |
| Seal Island               | 28°29′01″S 113°48′07″E |                              |
| Seal Island               | 34°22′51″S 115°09′18″E |                              |
| Seaward Ledge             | 30°17′30″S 114°58′09″E |                              |
| Serene Island             | 14°54′28″S 124°43′07″E |                              |
| Serrurier Island          | 21°36′26″S 114°40′45″E |                              |
| Serventy Island           | 28°40′59″S 113°49′52″E |                              |
| Shag Islands              | 32°17′47″S 115°41′24″E |                              |
| Shale Island              | 16°22′48″S 124°20′19″E |                              |
| Shannon Island            | 34°53′46″S 116°25′02″E |                              |
| Shearwater Island         | 28°43′56″S 113°49′29″E |                              |
| Sheep Island              | 15°29′22″S 124°36′44″E |                              |
| Shelter Island            | 35°03′04″S 117°41′25″E |                              |
| Shirley Island            | 16°15′59″S 123°26′39″E |                              |
| Sholl Island              | 20°56′45″S 115°53′19″E |                              |
| Sid Liddon Island         | 28°54′40″S 113°51′49″E |                              |
| Simpson Island            | 22°07′44″S 114°29′04″E |                              |
| Sir Frederick Island      | 16°07′35″S 123°24′06″E |                              |
| Sir Graham Moore Island   | 13°53′24″S 126°31′44″E |                              |
| Sir Graham Moore Islands  | 13°52′54″S 126°36′11″E |                              |
| Sir Richard Island        | 16°24′51″S 123°29′12″E |                              |
| The Sisters               | 16°09′08″S 123°49′44″E |                              |
| Six Mile Island           | 33°38′29″S 123°57′44″E |                              |
| Skink Island              | 33°59′14″S 123°08′49″E |                              |
| Slade Island              | 15°29′31″S 124°33′23″E |                              |
| Slate Islands             | 15°31′55″S 124°24′00″E |                              |
| Slipper Island            | 34°02′44″S 122°45′11″E |                              |
| Slope Island              | 26°05′27″S 113°24′45″E |                              |
| Smith Islands             | 26°34′59″S 113°43′24″E |                              |
| Snag Island               | 29°56′10″S 114°58′32″E |                              |
| Solem Islands             | 14°12′19″S 125°38′25″E |                              |
| Solitary Island           | 21°08′03″S 115°50′00″E |                              |
| Solitary Island           | 19°55′27″S 119°54′50″E |                              |
| Somerville Island         | 21°57′38″S 114°29′21″E |                              |
| South East Island         | 20°25′27″S 115°35′19″E |                              |
| South East Islands        | 34°21′29″S 123°32′59″E |                              |
| South East Twin Island    | 16°17′38″S 123°05′24″E |                              |
| South Guano Island        | 26°32′45″S 113°41′26″E |                              |
| South Hummocks            | 16°14′06″S 128°45′50″E |                              |
| South Island              | 21°30′33″S 115°21′06″E |                              |
| South Island              | 12°11′25″S 96°55′21″E  |                              |
| South Keeling Islands     | 12°11′25″S 96°55′21″E  |                              |
| South Maret Island        | 14°26′28″S 124°59′05″E |                              |
| South Muiron Island       | 21°41′01″S 114°19′25″E |                              |
| South Passage Island      | 21°08′36″S 115°43′42″E |                              |
| South Twin Peak Island    | 34°00′27″S 122°48′12″E |                              |
| South Wailgwin Island     | 15°32′27″S 124°23′57″E |                              |
| South West Osborn Island  | 14°21′48″S 125°56′52″E |                              |
| South West Regnard Island | 20°48′34″S 116°14′32″E |                              |
| South West Twin Island    | 21°31′18″S 115°12′04″E |                              |
| Southwest Island          | 35°11′36″S 117°52′02″E |                              |
| Spar Island               | 20°29′15″S 115°33′43″E |                              |
| Sparkling Island          | 34°28′54″S 119°21′47″E |                              |
| Spider Island             | 16°09′36″S 128°43′42″E |                              |
| Spindle Island            | 33°45′52″S 124°09′34″E |                              |
| Square Island             | 28°54′07″S 113°56′38″E |                              |
| Stanley Island            | 35°04′01″S 117°09′11″E |                              |
| Station Island            | 33°57′40″S 122°31′16″E |                              |
| Steamboat Island          | 20°49′20″S 116°03′56″E |                              |
| Steep Head Island         | 14°26′36″S 125°59′26″E |                              |
| Steep Island              | 16°03′37″S 124°28′09″E |                              |
| Stewart Island            | 20°52′48″S 115°56′21″E |                              |
| Stewart Islands           | 13°41′41″S 126°53′39″E |                              |
| Stick Island              | 28°53′22″S 113°55′11″E |                              |
| Stokes Island             | 28°40′30″S 113°51′02″E |                              |
| Stony Island              | 35°06′30″S 117°47′07″E |                              |
| Storr Island              | 15°56′25″S 124°34′09″E |                              |
| Suffren Island            | 14°32′34″S 124°55′38″E |                              |
| Sunday Island             | 21°42′15″S 114°25′06″E | Nella regione di Pilbara     |
| Sunday Island             | 16°24′25″S 123°11′13″E | All'ingresso del King Sound  |
| Sunday Island             | 26°07′32″S 113°14′06″E | Presso la Dirk Hartog Island |
| Suomi Island              | 28°42′45″S 113°50′17″E |                              |
| Survey Island             | 16°05′40″S 123°26′54″E |                              |
| Swan Island               | 16°21′10″S 123°02′37″E |                              |
| Sweet Island              | 28°55′01″S 113°52′17″E |                              |

## T
| Nome                      | Coordinate             | Note |
| ------------------------- | ---------------------- | ---- |
| Table Island              | 21°36′46″S 114°43′03″E |      |
| Table Island              | 33°54′51″S 122°35′42″E |      |
| Talboys Island            | 16°23′43″S 123°04′01″E |      |
| Tallon Island             | 16°24′57″S 123°07′17″E |      |
| Tancred Island            | 14°20′20″S 125°24′23″E |      |
| Tanner Island             | 16°05′46″S 123°31′44″E |      |
| Tanpanmirri Island        | 15°05′02″S 125°21′12″E |      |
| Tapani Island             | 28°40′30″S 113°51′16″E |      |
| Tarrant Island            | 16°06′11″S 123°40′36″E |      |
| Tattler Island            | 28°28′10″S 113°42′22″E |      |
| Taylor Island             | 33°55′17″S 122°52′17″E |      |
| Tent Island               | 21°59′55″S 114°30′52″E |      |
| Termination Island        | 34°28′19″S 121°59′25″E |      |
| Termite Hummocks          | 16°14′00″S 128°44′29″E |      |
| Tern Island               | 30°18′52″S 114°59′32″E |      |
| Thais Island              | 14°57′40″S 125°09′31″E |      |
| The Island                | 27°38′09″S 117°52′29″E |      |
| Thevenard Island          | 21°27′28″S 114°59′13″E |      |
| Third Sister              | 28°29′46″S 113°44′23″E |      |
| Thomas Island             | 34°17′24″S 115°10′00″E |      |
| Thomas Island             | 33°58′36″S 121°59′01″E |      |
| Three Bays Island         | 26°33′15″S 113°38′46″E |      |
| Thringa Island            | 21°18′33″S 115°39′31″E |      |
| Tide Rip Islands          | 16°18′07″S 123°18′05″E |      |
| Tidepole Island           | 20°38′57″S 116°42′18″E |      |
| Titree Island             | 31°05′29″S 116°59′32″E |      |
| Tizard Island             | 34°01′04″S 122°40′52″E |      |
| Tjaulingari Island        | 14°40′00″S 125°08′17″E |      |
| Tjungkurakutangari Island | 14°48′11″S 125°08′28″E |      |
| Tortoise Island           | 21°34′52″S 114°51′33″E |      |
| Tory Islands              | 34°00′51″S 122°18′23″E |      |
| Tournefort Island         | 14°48′31″S 125°01′47″E |      |
| Tozer Island              | 20°27′25″S 116°50′20″E |      |
| Traitors Island           | 28°29′06″S 113°46′57″E |      |
| Traverse Island           | 16°14′45″S 124°06′47″E |      |
| Travia Island             | 28°51′52″S 113°59′12″E |      |
| Tree Island               | 16°23′16″S 123°18′28″E |      |
| Tree Island               | 16°39′24″S 123°28′50″E |      |
| Trimouille Island         | 20°23′45″S 115°33′44″E |      |
| Trochus Island            | 14°29′10″S 125°29′26″E |      |
| Troughton Island          | 13°45′13″S 126°11′02″E |      |
| Tunney Island             | 33°57′43″S 122°48′44″E |      |
| Turbin Island             | 14°28′38″S 125°00′10″E |      |
| Turkey Island             | 15°31′37″S 128°22′38″E |      |
| Turnstone Island          | 28°27′09″S 113°42′57″E |      |
| Turtle Islands            | 19°53′25″S 118°53′44″E |      |
| Twin Islands              | 34°56′37″S 118°22′21″E |      |
| Twin Islands              | 21°31′01″S 115°12′30″E |      |
| Tyra Island               | 16°26′41″S 123°06′09″E |      |
| Tyrer Islands             | 16°17′09″S 123°23′37″E |      |